# إسحاق جاك مارتن
إسحاق جاك مارتن (بالإنجليزية: I. Jack Martin)‏ هو محامي وقاضي أمريكي، ولد في 18 يوليو 1908 في سينسيناتي في الولايات المتحدة، وتوفي في 5 نوفمبر 1966 في واشنطن العاصمة في الولايات المتحدة.